# Badminton nos Jogos Olímpicos de Verão de 1996
A competição de badminton nos Jogos Olímpicos de Verão de 1996 foi realizada no ginásio da Universidade do Estado da Geórgia, em Atlanta, Estados Unidos. Os quatro eventos disputados nos Jogos anteriores foram mantidos, e ainda foi incluído mais um: duplas mistas.

## Eventos
Masculino: Individual | Duplas

Feminino: Individual | Duplas

Misto: Duplas

## Individual masculino
| Pos. | País      | Atletas         |
| ---- | --------- | --------------- |
|      | Dinamarca | Poul-Erik Høyer |
|      | China     | Dong Jiong      |
|      | Malásia   | Rashid Sidek    |

### Quartas de final
Rashid Sidek, da Malásia, surpreendeu o cabeça-de-chave nº 1 do torneio, o indonésio Joko Suprianto, e classificou-se as semifinais. O dinamarquês Høyer Larsen eliminou o campeão olímpico de Barcelona 1992 Alan Budikusuma, da Indonésia.
| Rashid Sidek, MAS           | (15-5, 15-12) | Joko Suprianto, INA  |
| Dong Jiong, CHN             | (15-6, 15-6)  | Park Sung Woo, KOR   |
| Heryanto Arbi, INA          | (15-0, 15-13) | Lee Kwang Jin, KOR   |
| Poul-Erik Høyer Larsen, DEN | (15-11, 15-6) | Alan Budikusuma, INA |

### Semifinal
| Dong Jiong, CHN             | (15-6, 18-16) | Rashid Sidek, MAS  |
| Poul-Erik Høyer Larsen, DEN | (15-11, 15-6) | Heryanto Arbi, INA |

### Disputa pelo bronze
Com a vitória de Sidek sobre Arbi, a Indonésia que havia dominado o evento individual masculinos nos Jogos anteriores, acabou sem nenhuma medalha no torneio.
| Rashid Sidek, MAS | (5-15, 15-11, 15-6) | Heryanto Arbi, INA |

### Final
| Poul-Erik Høyer Larsen, DEN | (15-12, 15-12) | Dong Jiong, CHN |

## Individual feminino
| Pos. | País          | Atletas       |
| ---- | ------------- | ------------- |
|      | Coreia do Sul | Bang Soo Hyun |
|      | Indonésia     | Mia Audina    |
|      | Indonésia     | Susi Susanti  |

### Quartas de final
As quartas de final foi desastroso para a China. As três competidoras que avançaram da fase anterior caíram e ficaram sem chances de medalha. Apenas atletas sul-coreanas e indonésias continuaram na disputa.
| Kim Ji Hyun, KOR   | (11-5, 12-11)      | Ye Zhaoying, CHN    |
| Mia Audina, INA    | (11-6, 8-11, 11-5) | Camilla Martin, DEN |
| Bang Soo Hyun, KOR | (11-3, 11-2)       | Yao Yan, CHN        |
| Susi Susanti, INA  | (3-11, 11-4, 11-8) | Han Jingna, CHN     |

### Semifinal
Uma das semifinais reviveu a final do torneio em Barcelona 1992 entre Bang Soo Hyun e Susi Susanti. Hyun vingou-se da derrota quatro anos antes e eliminou Susanti da chance do bicampeonato.
| Mia Audina, INA    | (11-6, 9-11, 11-1) | Kim Ji Hyun, KOR  |
| Bang Soo Hyun, KOR | (11-9, 11-8)       | Susi Susanti, INA |

### Disputa pelo bronze
Derrotada na fase anterior, a campeã olímpica de 1992 Susi Susanti, da Indonésia, consolou-se conquistando a medalha de bronze.
| Susi Susanti, INA | (11-4, 11-1) | Kim Ji Hyun, KOR |

### Final
Vice-campeã quatro anos antes, a coreana Bang So Hyung conquistou o ouro sobre Mia Audina.
| Bang Soo Hyung, KOR | (11-6, 11-7) | Mia Audina, INA |

## Duplas masculinas
| Pos. | País      | Atletas                         |
| ---- | --------- | ------------------------------- |
|      | Indonésia | Rexy Mainaky Ricky Subagja      |
|      | Malásia   | Cheah Soon Kit Yap Kim Hock     |
|      | Indonésia | Antonius Ariantho Denny Kantono |

### Quartas de final
| Rexy Mainaky / Ricky Subagja, INA      | (15-7, 15-7)  | Huang Zhanzhong / Jiang Xin, CHN     |
| Soo Beng Kiang / Tan Kim Her, MAS      | (15-5, 15-12) | Simon Archer / Chris Hunt, GBR       |
| Antonius Ariantho / Denny Kantono, INA | (15-5, 15-1)  | Andrey Antropov / Nickolai Zuev, RUS |
| Cheah Soon Kit / Yap Kim Hock, MAS     | (18-17, 15-8) | Ha Tae Kwon / Kang Kyung Jin, KOR    |

### Semifinal
| Rexy Mainaky / Ricky Subagja, INA  | (15-3, 15-5)  | Soo Beng Kiang / Tan Kim Her, MAS      |
| Cheah Soon Kit / Yap Kim Hock, MAS | (15-10, 15-4) | Antonius Ariantho / Denny Kantono, INA |

### Disputa pelo bronze
| Antonius Ariantho / Denny Kantono, INA | (15-4, 12-15, 15-8) | Soo Beng Kiang / Tan Kim Her, MAS |

### Final
| Rexy Mainaky / Ricky Subagja, INA | (5-15, 15-13, 15-12) | Cheah Soon Kit / Yap Kim Hock, MAS |

## Duplas femininas
| Pos. | País          | Atletas                   |
| ---- | ------------- | ------------------------- |
|      | China         | Ge Fei Gu Jun             |
|      | Coreia do Sul | Gil Young Ah Jang Hye Ock |
|      | China         | Qin Yiyuan Tang Yongshu   |

### Quartas de final
| Gil Young Ah / Jang Hye Ock, KOR     | (15-9, 15-9)       | Ann Jørgensen / Lotte Olsen, DEN              |
| Qin Yiyuan / Tang Yongshu, CHN       | (15-8, 15-3)       | Lisbet Stuer-Lauridsen / Marlene Thomsen, DEN |
| Helene Kirkegaard / Rikke Olsen, DEN | (15-6, 8-15, 15-5) | Chen Ying / Peng Xingyong, CHN                |
| Ge Fei / Gu Jun, CHN                 | (15-7, 15-3)       | Eliza / Rosiana Zelin, INA                    |

### Semifinal
Por muito pouco não aconteceu uma final chinesa no torneio de duplas feminino. Apenas no set desempate as coreanas Gil e Jang venceram Qin e Tang, da China.
| Gil Young Ah / Jang Hye Ock, KOR | (15-12, 10-15, 18-16) | Qin Yiyuan / Tang Yongshu, CHN       |
| Ge Fei / Gu Jun, CHN             | (15-8, 15-2)          | Helene Kirkegaard / Rikke Olsen, DEN |

### Disputa pelo bronze
| Qin Yiyuan / Tang Yongshu, CHN | (7-15, 15-4, 15-8) | Helene Kirkegaard / Rikke Olsen, DEN |

### Final
| Ge Fei / Gu Jun, CHN | (15-5, 15-5) | Gil Young Ah / Jang Hye Ock, KOR |

## Duplas mistas
| Pos. | País          | Atletas                    |
| ---- | ------------- | -------------------------- |
|      | Coreia do Sul | Kim Dong Moon Gil Young Ah |
|      | Coreia do Sul | Park Joo-Bong Ra Kyung Min |
|      | China         | Liu Jianjun Sun Man        |

### Quartas de final
Apenas duplas da Coreia do Sul e da China avançaram as semifinais.
| Park Joo-Bong / Ra Kyung Min, KOR  | (15-7, 15-9)         | Tao Xiaoqiang / Wang Xiaoyuan, CHN    |
| Liu Jianjun / Sun Man, CHN         | (15-2, 5-15, 15-7)   | PNimpele Flandy / Rosalina Riseu, INA |
| Chen Xingdong / Peng Xingyong, CHN | (15-10, 6-15, 18-15) | Michael Søgaard / Rikke Olsen, DEN    |
| Kim Dong Moon / Gil Young Ah, KOR  | (15-4, 15-13)        | Trikus Heryanto / Minarti Timur, INA  |

### Semifinal
Nos duelos Coreia-China das semifinais, as duas duplas coreanas venceram seus confrontos e disputaram a final. As duplas chinesas perdedoras confrontaram-se pela medalha de bronze.
| Park Joo-Bong / Ra Kyung Min, KOR | (15-10, 15-4) | Liu Jianjun / Sun Man, CHN         |
| Kim Dong Moon / Gil Young Ah, KOR | (15-6, 15-8)  | Chen Xingdong / Peng Xingyong, CHN |

### Disputa pelo bronze
| Liu Jianjun / Sun Man, CHN | (13-15, 17-15, 15-4) | Chen Xingdong / Peng Xingyong, CHN |

### Final
| Kim Dong Moon / Gil Young Ah, KOR | (13-15, 15-4, 15-12) | Park Joo-Bong / Ra Kyung Min, KOR |

## Quadro de medalhas
| Pos. | País              | Ouro | Prata | Bronze | Total |
| 1    | KOR Coreia do Sul | 2    | 2     | 0      | 4     |
| 2    | CHN China         | 1    | 1     | 2      | 4     |
| 2    | INA Indonésia     | 1    | 1     | 2      | 4     |
| 4    | DEN Dinamarca     | 1    | 0     | 0      | 1     |
| 5    | MAS Malásia       | 0    | 1     | 1      | 2     |